# 寓教于乐
寓教于乐 是指人們通過娛樂的方式，来達到教育大眾的目的，同時讓学习這一過程变得更有趣。很多电视、广播會播放具有教育性的娛樂節目。 约翰·阿摩司·夸美纽斯就支持寓教于乐這一理念。 迪士尼也一直在製作具有教育性的电影。